# Ферік
Ферік (вірм. Ֆերիկ) — село в марзі Армавір, на заході Вірменії. Село розташоване за 7 км на північний захід від міста Вагаршапат та за 2 км на захід від села Айтах. Село назване на честь поета та революціонера Феріка Полатбекова.